# Morris Markin
Morris Markin (russisch Морис Маркин; * 15. Juli 1893; † 8. Juli 1970) war ein in Russland geborener, US-amerikanischer Geschäftsmann, der die Checker Cab Manufacturing Company gründete.

## Frühe Jahre
Morris Markin wurde als eines von zehn Kindern einer jüdischen Familie in Smolensk im Westen Russlands geboren und arbeitete in seinen jungen Jahren in einer Bekleidungsfabrik. Durch harte Arbeit erreichte er, 19-jährig, eine Beförderung zum Vorarbeiter. 1912 emigrierte er in die USA. Bei seiner Ankunft auf Ellis Island in New York sprach er kein Wort Englisch und konnte auch die Einreisegebühr nicht bezahlen. Ein Hausmeister dort lieh ihm die notwendigen 25 US-$.
Von New York begab sich Markin nach Chicago, wo er bei seinem Onkel wohnte. Er verdingte sich als Hausdiener bei verschiedenen Herrschaften, zuletzt bei einem Schneider, der ihn sein Handwerk lehrte. Als der Schneider starb, kaufte Markin auf Kredit das Geschäft von dessen Witwe. Er arbeitete hart und sparte genügend Geld, um seine sieben Brüder und zwei Schwestern nach Amerika zu holen. Zusammen mit einem seiner Brüder eröffnete er dann eine Fabrik, die während des Ersten Weltkrieges Hosen im Auftrag der Regierung herstellte. Dieses Unternehmen war auch nach dem Kriege erfolgreich.

## Gründung von Checker Cab
1921 wechselte Markin ins Automobilgeschäft. Er kaufte einen Stellmacherbetrieb namens Lomberg. Er hatte vorher Lomberg einen Kredit in Höhe von 15.000 US-$ gewährt, um den Betrieb der Firma aufrechtzuerhalten. Dies gelang aber nicht und so wandte sich Lomberg mit der Bitte um einen weiteren Kredit an Markin. Dieser jedoch lehnte ab und übernahm stattdessen die ganze Firma. Anschließend erwarb er den gescheiterten Automobilhersteller Commonwealth Motors und mit dieser Firma auch den Buchhalter Ralph E. Oakland. Markin kaufte auch das frühere Fahrgestellwerk Handley-Knight und den Karosseriehersteller Dort in Kalamazoo. Markin zog mit seinem ganzen Betrieb nach Kalamazoo um und gründete dort am 2. Februar 1922 die Checker Cab Manufacturing Company.
1929 erwarb er die Yellow Cab Company von John D. Hertz.
1970 starb Morris Markin. Sein Sohn David wurde daraufhin Präsident von Checker.